# Wilhelm Waßmuß

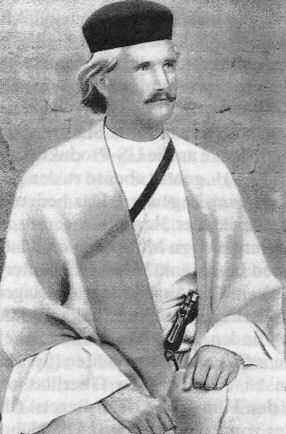
Wilhelm Waßmuß in persischer Tracht (1915)

Wilhelm Waßmuß (* 14. Februar 1880 in Ohlendorf; † 29. November 1931 in Berlin) war ein deutscher Konsul und Revolutionsagent in Persien.

## Leben und berufliche Entwicklung
Wilhelm Waßmuß wurde als ältester Sohn eines Landwirtes auf einem mittelgroßen Betrieb im nördlichen Harzvorland geboren. Seine Eltern entstammten einem alteingesessenen „Freibauerngeschlecht“. Nach dem Besuch der Grundschule ging er 1893 auf das nahegelegene Ratsgymnasium in Goslar. Er war ein fleißiger Schüler mit vielseitigen Interessen, aufgeschlossen und hilfsbereit, sportlich und abenteuerlich. Eine besondere Faszination für ihn hatten fremde Sprachen und Länder. So lernte er bereits in der Schulzeit Latein, Griechisch, Hebräisch und Italienisch. Darüber hinaus konnte er sich in Englisch und Französisch verständigen. Das Abitur bestand er 1900.
Mehr durch den Druck der Eltern begann Wilhelm Waßmuß nach dem Schulabschluss ein Studium der Rechtswissenschaften in Marburg. Noch im gleichen Jahr wechselte er an die Universität nach Berlin. Sein Ziel dabei war, etwas aus seinem Leben zu machen, eine angesehene gesellschaftliche Position zu erreichen. Als er erfuhr, dass das Auswärtige Amt im Bereich der Dolmetscherdienste Nachwuchsprobleme hatte, schrieb er sich in Berlin am Seminar für Orientalische Sprachen ein und studierte parallel zu den Rechtswissenschaften Arabisch und Marokkanisch. Im Wintersemester 1902 wechselte er an die Universität in Göttingen, wo er auch sein Jurastudium abschloss. Seine erste juristische Staatsprüfung legte er am Oberlandesgericht in Celle ab und begann zum Jahresanfang 1904 als Rechtsreferendar am Königlichen Amtsgericht in Zellerfeld, Landkreis Goslar. Noch im gleichen Jahr ließ er sich nach Berlin versetzen, bestand dort im August seine Diplomprüfung für Arabisch und Marokkanisch. Im Oktober 1904 trat er seinen Einjährigen-Freiwilligendienst bei der III. Matrosen-Artillerie-Abteilung in Lehe an. Diese Truppe war hauptsächlich für den Überseeeinsatz aufgebaut worden. Noch während seiner Militärdienstzeit erkundigte er sich im Auswärtigen Amt, ob ein Einsatz im Bereich der Dolmetscherdienste möglich ist und welche Voraussetzungen daran gebunden wären. Noch während des Personalgesprächs bot man Wilhelm Waßmuß eine Anstellung im Konsulat in Sansibar an, die er auch annahm. Seine erste Auslandsstation war Madagaskar.
Am 8. Januar 1906 trat er in Sansibar seinen Dienst an. Zu dieser Zeit waren die Transformationen des Deutschen Reiches als mögliche „Hoffnungsmacht“ für afrikanische Eingeborenen-Stämme bereits im Gange, und die Landessprache Swahili eignete er sich recht schnell an. Seine Vorgesetzten waren mit seinem Engagement zufrieden und als 1909 für ein Jahr eine Vertretung als Vize-Consul in Buschehr am Persischen Golf gesucht wurde, erklärte er sich bereit, den dort amtierenden Konsul Helmuth Listemann (1872–1924) zu vertreten. Nach seiner Rückkehr 1910 auf Madagaskar übernahm er ab 31. Oktober 1910 das Vize-Konsulat in der Hafenstadt Tanga in Ostafrika. Doch bereits am 18. Mai 1913 wurde er abermals nach Buschehr entsandt, wo er die kommissarische Leitung des Vize-Konsulats übernahm. Hier herrschte inzwischen eine schwierige politische Lage, die noch dadurch verschärft wurde, dass Russland und England diese Region für ihre kolonialen Bestrebungen entdeckt hatten. Immer wieder kam es zu Erhebungen und offenen Feindschaften der Landesbewohner gegen die britische Präsenz. Die erwachenden entmachteten Eliten dieser Region suchten in Deutschland einen Verbündeten gegen die Engländer. Waßmuß unternahm zahlreiche Reisen ins Landesinnere und lernte dabei die wichtigsten Khane kennen. Doch das brachte ihm mehrfach Verdächtigungen auf britischer Seite in Richtung Spionage oder Aufwiegelung der Einheimischen Stämme ein.
Anfang 1914 wurde er in die „etatmäßige Stelle des Dragomans“ an die deutsche Botschaft in Kairo versetzt. Auf dem Weg dorthin erfuhr Wilhelm Waßmuß vom Ausbruch des Ersten Weltkrieges und der damit verbundenen Kriegserklärung der Engländer. Daraufhin änderte er seine Reiseroute und eilte über Kairo und Alexandria nach Berlin, wo er am 31. August 1914 eintraf.

## Persien-Mission

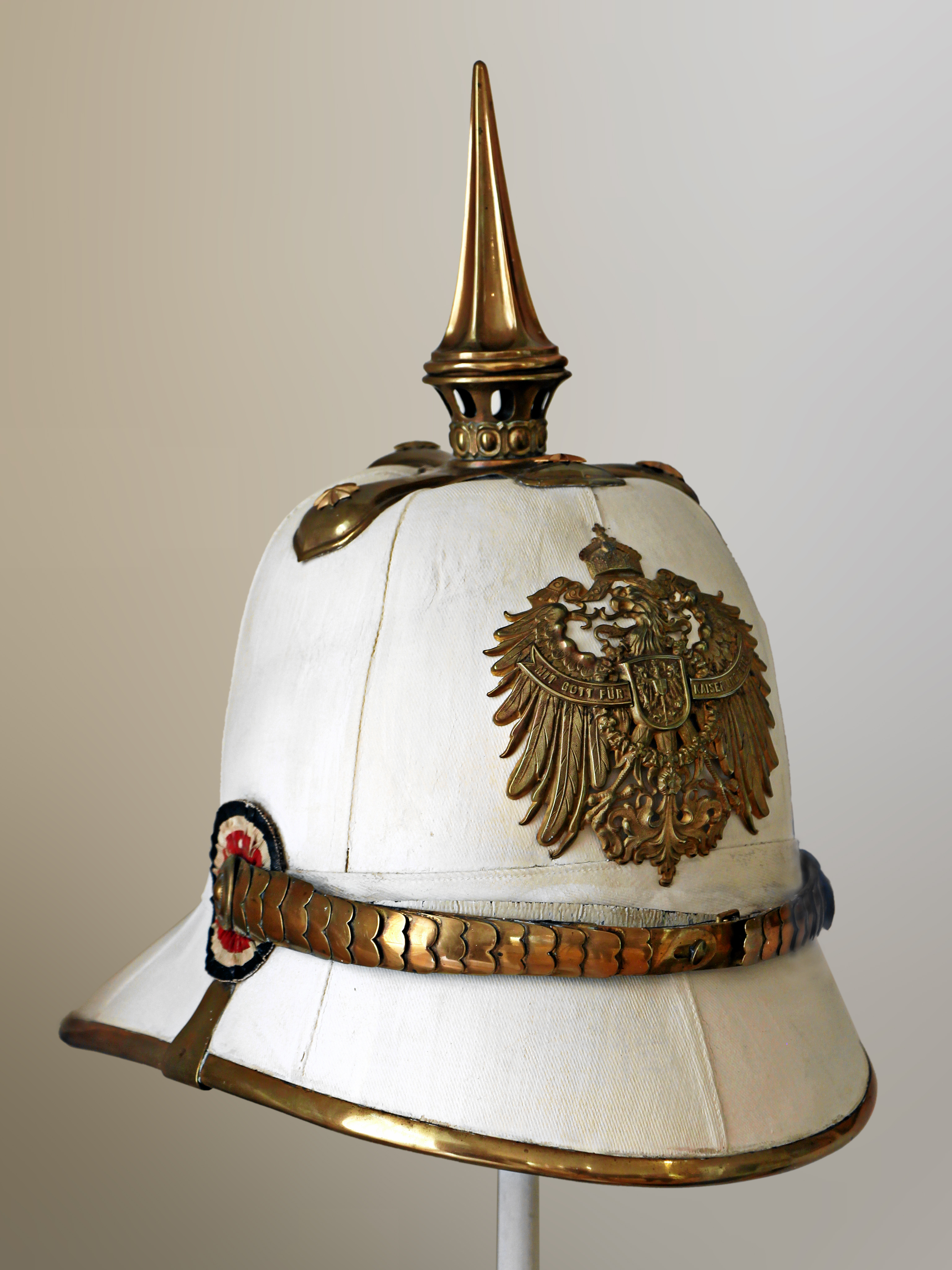
Waßmuß’ Tropenhelm von ca. 1910 (Exponat des Braunschweigischen Landesmuseums).

Pflichtgemäß meldete sich Wilhelm Waßmuß bei seinen Dienstvorgesetzten im Auswärtigen Amt, um daraufhin seine angestammte Marineeinheit in Lehe aufsuchen zu können. Doch in der Berliner Wilhelmstraße waren unter der Führung von Max von Oppenheim (1860–1946) bereits die Planungen für die geheime Insurrektionsstrategie – hier speziell zur „Revolutionierung der islamischen Gebiete unserer Feinde“ – im Gange. Diese umfasste in den Interessensphären Russlands, Englands und Frankreichs eine Einflussnahme auf die regionale Bevölkerung und die ansässigen Führungsschichten durch Propagandamaterial, das Schüren von Widersprüchen und Disharmonien gegenüber den Besatzern, machte aber auch nicht vor Waffenlieferungen, Geldübergaben und militärischem Direktbeistand Halt. Dabei handelte es sich um eine, durch den Kaiser Wilhelm II. gebilligte und geforderte Methode der allgemeinen Kriegsführung, die sich dabei auch nichtmilitärischer Werkzeuge bediente. Sofort, ohne seine Meldung bei der regulären Truppe abzuwarten, wurde Waßmuß einer schnell zusammengestellten Expeditionsgruppe in Richtung Persien/Afghanistan zugeteilt, die einen Aufstand gegen die Briten in Indien provozieren sollte. Wobei hier der eigentliche praktische Spiritus Rektor der türkische Kriegsminister Enver Pascha (1881–1922) war.
Die Abreise der ersten Gruppe mit 22 Teilnehmern, der Wilhelm Waßmuß angehörte, erfolgte am 6. September 1914 von Berlin aus in Richtung Konstantinopel. Dort angekommen stellte sich heraus, dass es einzelnen Expeditionsteilnehmern an der notwendigen Ernsthaftigkeit für eine solche Mission fehlte. Eitelkeiten, Prahlereien, Schwatzsucht, Intrigen und nicht zuletzt Ausschweifungen kennzeichneten deren Verhalten schon am ersten Zielort. Durch Einflussnahme des deutschen Botschafters in Konstantinopel Hans Freiherr von Wangenheim (1859–1915) wurden diese „unsicheren“ Kandidaten ausgetauscht und Wilhelm Waßmuß wurde zum Leiter der Expedition bestellt. Eine zweite und dritte Gruppe folgte mit Oskar von Niedermayer (1885–1948) und Werner Otto von Hentig (1886–1984). Über Aleppo erreichte die Gruppe von Waßmuß, zu der inzwischen Oskar von Niedermayer hinzugestoßen war, am 9. Januar 1915 Bagdad. Ab hier trennte sich die Gruppe, um in die jeweiligen vorgesehenen Einsatzgebiete zu gelangen. Während Waßmuß, der eine Abstimmung mit Helmuth Listemann in Buschehr vereinbart hatte, mit sieben Mitstreitern die Richtung nach Buschehr und Schiras ins südliche Persien einschlug, reisten Niedermayer und Hentig weiter durch Persien bis nach Afghanistan. Ohne erst eine Zustimmung aus Berlin abzuwarten, hatte der Botschafter Wangenheim diesen Planungen zugestimmt.
Am 1. Februar 1915 erreichte die Waßmuß-Gruppe die persische Grenze. Vorsorglich hatte er sich auf dem deutschen Konsulat in Konstantinopel den Pass eines nach Schiras reisenden deutschen Konsuls ausstellen lassen. Doch bereits nach Überschreiten der Grenze erfuhr er, dass die persische Regierung die Sicherheit der deutschen Expeditionsteilnehmer nicht garantieren könne. Und auch die britische Seite hatte zeitnah mitgeteilt, sie habe jegliche völkerrechtliche Rücksichtnahme in ihrem Interessengebiet fallen gelassen. Zu diesem Zeitpunkt wusste er aber nicht, dass die britische Seite bereits Kenntnis von den Plänen der Gruppe um Waßmuß hatte. Der politische Resident Englands am Persischen Golf Percy Cox setzte eine Belohnung zu seiner Ergreifung aus und rief zur Jagd auf den deutschen „Agent provocateur“ auf. Am 5. März überfiel eine im britischen Sold stehende Gruppe Bewaffneter die Karawane von Waßmuß und er entkam nur durch eine abenteuerliche Flucht ins 100 km entfernte Borazjan. Der die Gruppe begleitende Arzt wurde dabei festgenommen, unter den beschlagnahmten Gegenständen befanden sich Propagandamaterial, Waffen und eine Liste aller an dem Vorhaben beteiligter Personen. Daraufhin drang am 9. März 1915 ein englisches Militärkommando völkerrechtswidrig in das deutsche Konsulat in Buschehr ein, verhaftete Konsul Helmuth Listemann und geriet beim Durchsuchen der Botschaftsräume in den Besitz der diplomatischen Code-Unterlagen zur Verschlüsselung von Nachrichten. Damit konnte die britische Seite ab diesem Zeitpunkt die Funksprüche nach Berlin mitlesen.
Im weiteren Verlauf entfachte und unterstützte Wilhelm Waßmuß auftragsgemäß, aber auch vom Vergeltungseifer nach der militärischen Schlappe im März getrieben, den Widerstand der Tangsir, Kaschgai und weiterer persischer Stämme gegen die britischen Besatzungstruppen. Im Juli 1915 hatte er ca. 300 bewaffnete und kampfbereite Reiter um sich versammelt. Mit diesen führte er in der Nacht vom 11. zum 12. Juli einen Angriff auf die Sommerresidenz des englischen Generalkonsuls aus und schloss einen Belagerungsring um das Objekt. Seine militärischen Gegner waren die South Persian Rifles, eine aus persischen Rekruten bestehende, von britischen Offizieren ausgebildete und befehligte Einheit. Nach Billigung durch das „Komitee zum Schutze der Unabhängigkeit Persiens“ besetzten persische Truppen gemeinsam mit den Kräften von Wilhelm Waßmuß am 10. November 1915 das englische Generalkonsulat und riegelten dabei die Region im südlichen Persien zwischen Schiraz und Buschehr vor englischen Zugriffen ab. Damit war in diesem Teil Persiens der Revolutionierungsplan vollendet worden. Aber von da ab war es nur eine Frage der Zeit, wie lange die persischen Kräfte dem militärischen Druck der von Seeseite zugeführten frischen britischen Truppen standhalten konnten. Am 11. September 1916 machte Wilhelm Waßmuß sich allein, zu Fuß und in einheimischer Kleidung auf den Weg in Richtung Mesopotamien.  Wenige Tage darauf wurde er von Räubern überfallen und so schwer verletzt von befreundeten Khan-Leuten aufgefunden, dass er sich mehrere Monate im Haus seines „Retters“ auskurieren musste. Die einzige Unterstützung, die er ans Krankenlager gefesselt geben konnte, war die Anfertigung von Flugblättern und Motivationsschreiben an andere befreundete Khane. Am 30. Oktober 1918 kam es zum Waffenstillstand von Moudros. Einen Monat darauf, im Zusammenhang mit der Niederlage Deutschlands im Ersten Weltkrieg, erhielt Waßmuß die Aufforderung, sich binnen 7 Tagen bei den persischen Behörden zu stellen. Ohne dieses Ultimatum verstreichen zu lassen, machte er sich mit seinem Adjutanten und zwei persischen Begleitern auf eigene Faust auf den Weg, um sich bis Teheran durchzuschlagen. Dabei wurde er am 26. März 1919 am nördlichen Stadttor von Teheran von persischen Gendarmen festgehalten. Er entkam seiner geplanten Gefangenschaft und Verurteilung durch die Engländer durch eine Intervention von deutscher Seite, erhielt nach unwürdigen Szenen und bürokratischem Wirrwarr freies Geleit und kam am 20. September 1919 wieder in Ohlendorf an.

## Bemühungen um Wiedergutmachung
Am 30. September 1919 meldete sich Wilhelm Waßmuß bei seinem Dienstherren im Auswärtigen Amt zurück. Im Jahr darauf heiratete er im Sommer 1920 Irma Luiken, legte seine noch offene Konsul-Prüfung erfolgreich ab und trat am 26. Oktober 1920 seinen Dienst in der Abteilung IV (Nachrichten-Abteilung) des Auswärtigen Amtes in Berlin an. Doch seine Erlebnisse in Persien und die moralischen Verpflichtungen gegenüber seinen damaligen „Mitstreitern“ ließen ihn nicht los. In den Folgejahren kämpfte er mit deutschen Behörden um die Freigabe von Geldern, die er den persischen Stämmen für die Teilnahme am Widerstand gegen die Briten versprochen hatte. Zwar standen die mit den regionalen Partnern unter seiner Leitung getroffenen Vereinbarungen im Amt außer Zweifel, doch Deutschland war nur bereit, eine einmalige Abfindung in Höhe von 300 engl. Pfund zu zahlen. Daraufhin fasste Wilhelm Waßmuß einen sehr abenteuerlichen Entschluss. Da seine beiden wichtigsten persischen Mitstreiter in Folge der ganzen Komplikationen nach seinem Weggang nicht mehr am Leben waren, schlug er den Erben vor, mit dem Geld der Abfindung eine landwirtschaftliche Versuchsfarm aufzubauen, die Stammesleute in der Bewirtschaftung zu schulen und nur eine kleine Summe sofort in bar auszuzahlen.
Mit dieser Idee kehrte er 1924 nach Buschehr zurück, kaufte Land, die zur Bewirtschaftung benötigten Gerätschaften brachte er aus Europa mit und gründete eine Farm in Tschagodek, heute Choghadak. Damit wurde Waßmuß zum Entwicklungspionier vor Ort. Er sah es als sein neues Lebensziel an, den Khanen eine friedvolle Erwerbsmöglichkeit beizubringen und Möglichkeiten zu schaffen, ihr nomadenhaftes Leben umstellen zu können. Aus dem Erlös der landwirtschaftlichen Produkte wollte er die Stämme bezahlen und letztendlich auf diesem Weg seine finanziellen Versprechen einlösen. Die Farm sollte dann „nach einer Reihe von Jahren, wenn alles eingerichtet ist“ in den Besitz der Stämme übergehen. Doch trotz unsäglicher Anstrengungen blieben die Erfolge überschaubar. Einerseits fehlte es den Erben der Khane an Geduld, andererseits scheiterte das Projekt an von Briten immer wieder geschürten lokalen Streitigkeiten. Letztendlich blieb er dann auch im Frieden ohne Sieg und kehrte am 1. April 1931 als gebrochener Mann nach Berlin zurück. Hier verstarb er nur ein halbes Jahr später am 29. November 1931 an einem Herzinfarkt.
Die Parallelen zwischen den Aktivitäten von T. E. Lawrence auf der arabischen Halbinsel und in Palästina und von Wilhelm Waßmuß in Persien führten dazu, dass Waßmuß von den Briten als der „deutsche Lawrence“ bezeichnet wurde.

## Ehrungen
- Die Konsul-Waßmuß-Straße in Ohlendorf ist nach Waßmuß benannt.
- Ein Gedenkstein an einer Bushaltestelle in Ohlendorf erinnert mit einer Tafel der Gebrüder Schreitel an den Diplomaten.[12]
- Im Nationalsozialismus bestand in Berlin die Kameradschaft Waßmuß des NSD-Studentenbundes (vormalige Burschenschaft Gothia Charlottenburg).